# Buniamshof
Das Buniamshof (voller Name: Stadion Buniamshof oder kurz: Buni) ist ein Fußballstadion mit Leichtathletikanlage in Lübeck. Nach dem Stadion an der Lohmühle, Heimspielstätte des VfB Lübeck, ist es das zweitgrößte Stadion der Stadt. Es finden auf dem Buniamshof regelmäßig regionale und nationale Leichtathletikmeisterschaften statt. Die Anlage verfügt als einzige in Schleswig-Holstein über eine Kunststoffbahn mit acht Spuren, weshalb hier auch nationale und internationale Meisterschaften und Länderkämpfe stattfinden können. Die Sportstätte wird regelmäßig von den Vereinen 1. FC Phönix, LBV Phönix, MTV Lübeck und der Lübecker Turnerschaft als Trainings- und Wettkampfort genutzt. Seit 1990 trägt auch die American-Football-Mannschaft der Lübeck Cougars (German Football League 2) hier ihre Heimspiele aus. Das Stadion bietet seit dem Umbau 2021 insgesamt 2500 Plätze, davon sind knapp 1500 überdachte Sitzplätze.

## Geschichte
Der Buniamshof ist benannt nach einer angrenzenden, zwischen 1614 und 1618 entstandenen Bastion der Lübecker Bastionärbefestigung (eigentlich Bonnies Hof), in der 1926 die benachbarte Freilichtbühne Lübeck angelegt wurde. Die städtebauliche Situation, die den Bau ermöglichte, war geprägt durch den Bau des Elbe-Lübeck-Kanals bis 1900 und die Verlegung des Lübecker Bahnhofs zum neuen Hauptbahnhof 1908. Zwischen den baumbestandenen Wallanlagen auf der Nord- und Ostseite sowie dem von einer Allee begleiteten alten Eisenbahndamm auf der Westseite öffnete sich ursprünglich eine versumpfte Wiese zwischen Lübecker Stadtgraben und Trave.
Der Buniamshof wurde 1910/11 von dem Gartenarchitekten Erwin Barth entworfen. Es war Barths letztes Werk in Lübeck. Die Planung des Platzes war Teil einer sozialorientierten Reformbewegung zur Nutzung öffentlicher Grünanlagen. Er war einer der ersten kommunalen Sportplätze Deutschlands. Der Platz war ausschließlich für das organisierte Spiel geplant – im Gegensatz zu den sonst zu jener Zeit üblichen Spielwiesen. Barth entwickelte die Sportanlage in Zusammenarbeit mit einem Turnlehrer. Die Anlage bestand ursprünglich aus vielen Sportplätzen für verschiedene Sportarten: es gab zwei Fußballplätze (A), vier Schlagballplätze (B), zwei Faustballplätze (C), sechs Tennisplätze (D), fünf Sprungbahnen (E), einen Ringkampf-Platz (F), einen Turnplatz (G) mit Geräteschuppen (H), einen Platz zum Steinstoßen (I), alles umgeben von einer Laufbahn, die auch als Radfahrbahn (L) gedacht war. Auch ein Kinderspielplatz (K) war vorhanden. Durch Barths Weggang nach Berlin 1911 leitete sein Nachfolger Harry Maasz die Fertigstellung des Platzes. Die offizielle Einweihung erfolgte am 14. Juni 1914 beim 60-jährigen Stiftungsfest der Lübecker Turnerschaft von 1854, in der bis zur sogenannten Reinlichen Scheidung 1923 neben Turnen auch Ballsportarten betrieben wurden.
Die weiträumige Anlage bot auch Platz für außersportliche Veranstaltungen. So wurden beispielsweise die alljährlichen Feierlichkeiten anlässlich des Kaisergeburtstages während des Ersten Weltkriegs vom Burgfeld, auf dem nun das Barackenlazarett errichtet worden war, auf dem Buniamshof verlegt. Für die in diesem Weltkrieg Gefallenen der Lübecker Turnerschaft gestaltete Hans Schwegerle Anfang der 1920er Jahre das auf dem Buniamshof stehende Ehrenmal.
Am 13. September 1925 fanden auf dem Sportplatz Buniamshof die jährlichen Kampfspiele, Vorgänger der heutigen Bundesjugendspiele, der Lübecker Schulen statt. Die Veranstaltung, an der etwa 2000 Schülerinnen und Schüler aller Lübecker Schulen teilnahmen, sollte zeigen, wie Turnen und Sport Einzug in die Schulen gehalten hatte. Ganz besonders gefielen die Massenübungen der Knaben und Mädchen. In Säulen marschierten die einzelnen Abteilungen vor dem Podium auf, und unter den Klängen der Polizeikapelle wurden die gymnastischen Freiübungen ausgeführt.
Der lübeckische Verein für Luftfahrt hatte im Ersten Weltkrieg seinen ersten Ballon „Lübeck“ für Kriegszwecke abgeben müssen und nicht wieder erhalten. Erst Jahre später wurde der Verein durch die „Reise-Brief-Lotterie“ in die Lage versetzt, einen neuen Ballon zu beschaffen. Nachdem Heinrich Kühne am 30. Mai 1926 auf dem Buniamshof die Taufrede hielt, vollzog Frau Möller, Gattin des zweiten Vorsitzenden des Vereins, die Taufe auf den Namen „Lübeck“ mittels flüssiger Luft. Als Teil der programmmäßigen Veranstaltungen der 700-Jahr-Feier der Stadt hoben auch die Ballons der beiden anderen Hansestädte zu einer Zielfahrt mit Auto- und Motorradverfolgung ab.
Da 1932 der Markt zur Abhaltung einer Veranstaltung im Wahlkampf zur Reichstagswahl November 1932 den Organisatoren der NSDAP zu klein war und der von der Stadt hierfür alternativ angebotene Buniamshof zu weit entfernt war, wurde diese dann in Bad Schwartau abgehalten. Am 26. Mai 1933 war der Buniamshof Schauplatz der Lübecker Bücherverbrennung.
1961 fand am Buniamshof die Parade zum zehnjährigen Bestehen des Bundesgrenzschutz und abends auf dem Feld ein Großer Zapfenstreich statt. 1971/72 baute die Lübecker Turnerschaft auf einem Teil des Geländes an der Possehlstraße eine neue Mehrzweckhalle mit Vereinsräumen und Gaststätte.
Im Jahr 2004 erhielt der Buniamshof eine neue Kunststoffbahn, 2008 erfolgte eine komplette Sanierung der großen Haupttribüne aus den 1960er Jahren. Durch Bewegungen im Untergrund war die Tribüne in den vergangenen Jahren abgesackt, außerdem drohte das Dach einzustürzen. Um die nötige Standsicherheit wiederherzustellen, wurde in einem aufwendigen Verfahren der Boden unter der Tribüne ausgetauscht. Die Tragkonstruktion des Tribünendaches bekam zudem eine Verstärkung. Das Dach erhielt eine neue Eindeckung. Um dem Stadion mehr Transparenz nach außen zu verleihen, erhielt die Fassade zur Possehlstraße eine neue Glasfront, die vorbeifahrenden Auto- und Fahrradfahrern einen Blick direkt auf den Spielfeldrasen ermöglicht. Zudem bauten die Handwerker neue Sitzbänke ein, führten umfangreiche Malerarbeiten am Regieturm durch und brachten die Fernmeldetechnik auf den neuesten Stand. Der Umbau dauerte insgesamt sieben Monate. Hierfür investierte die Stadt Lübeck insgesamt 1,283 Millionen Euro. Zusätzlich steuerten verschiedenen Stiftungen 160.000 Euro bei. Dabei wurde auch Wert auf eine behindertengerechte Gestaltung gelegt.
2009 fanden zuletzt überregionale Leichtathletikmeisterschaften auf dem Buniamshof statt. Die Norddeutschen Meisterschaften der A-Jugend und A-Schüler lockte zahlreiche junge Talente in das Leichtathletikstadion.
Im Jahr 2021 wurde das Fußballstadion für die Tauglichkeit zur Nutzung in der Regionalliga Nord umgebaut. Die Stadt hatte dem 1. FC Phönix den Buniamshof als Ausweichspielstätte für eine Übergangszeit angeboten, um dem Verein den Aufstieg in die Regionalliga Nord zu ermöglichen. Das alte Phönix-Stadion, ein ehemaliger Flugplatz an der Travemünder Allee, genügte den Anforderungen der Liga nicht und musste umgebaut werden. Für rund 90.000 Euro wurde am Buniamshof daher ein eingezäunter Gäste-Fan-Bereich mit 300 Plätzen geschaffen. Die Hansestadt trug 80.000 Euro der Kosten, Phönix 10.000 Euro. Zur Saison 2022/23 kehrt der Verein in das Stadion Flugplatz zurück. In der Saison 2023/24 absolvierte der 1. FC Phönix Lübeck seine Heimspiele in der Hinrunde noch zum Teil im Stadion Flugplatz, ehe ab der Rückrunde nur noch am Buniamshof gespielt wurde. Für die Saison 2024/25 erteilte der NFV die Zulassung ausschließlich für den Buniamshof.

## Veranstaltungen
- Landesmeisterschaften Leichtathletik
- Norddeutsche Meisterschaften Leichtathletik
- Deutsche Meisterschaften Leichtathletik
- Länderkämpfe Junioren Leichtathletik
- Bundesligaspiele der Lübeck Cougars
- Landessportfest für Menschen mit Behinderung
- Senatsstaffeltag der Lübecker Schulen

## Galerie

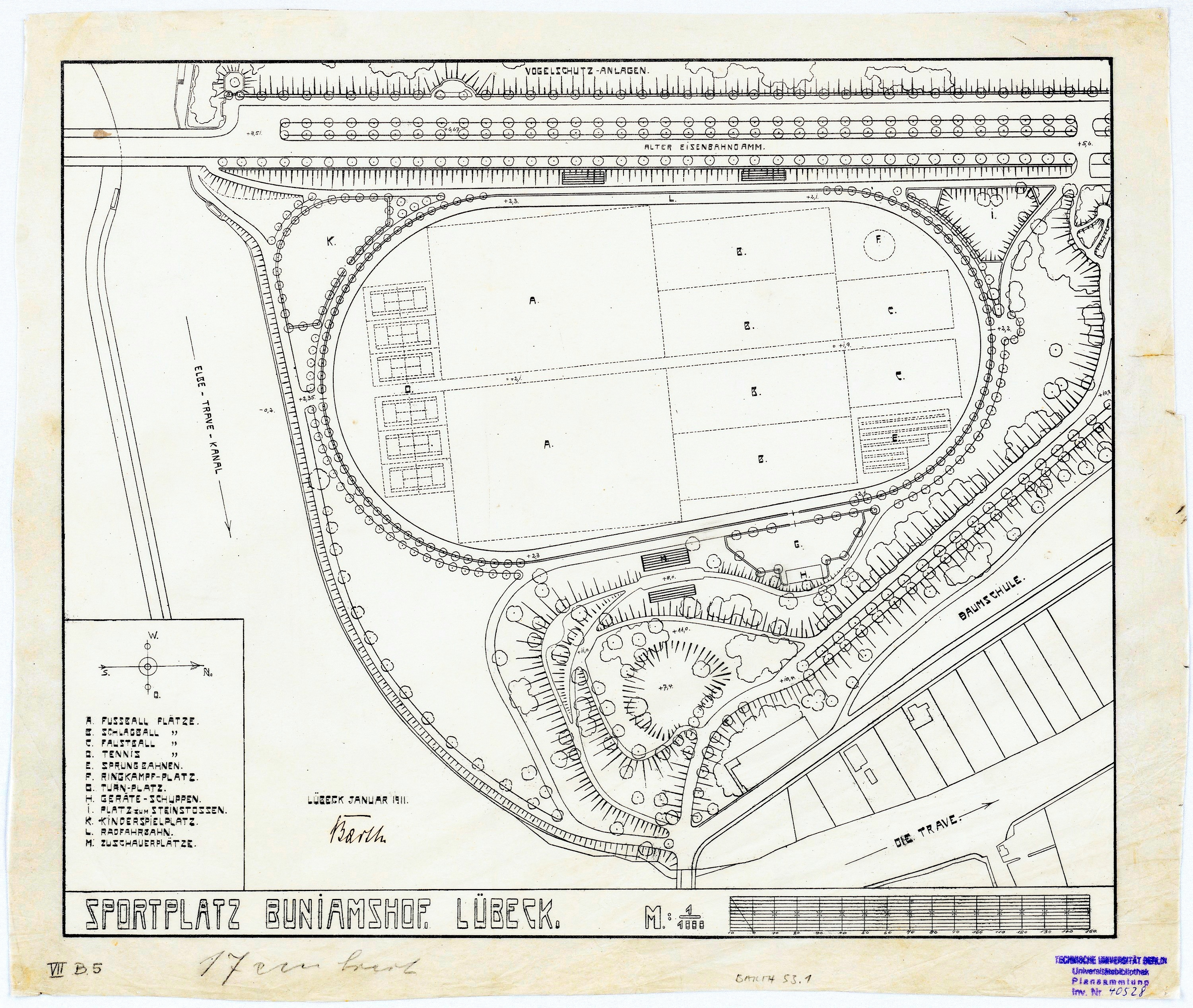
Originalentwurf von Erwin Barth (1911)
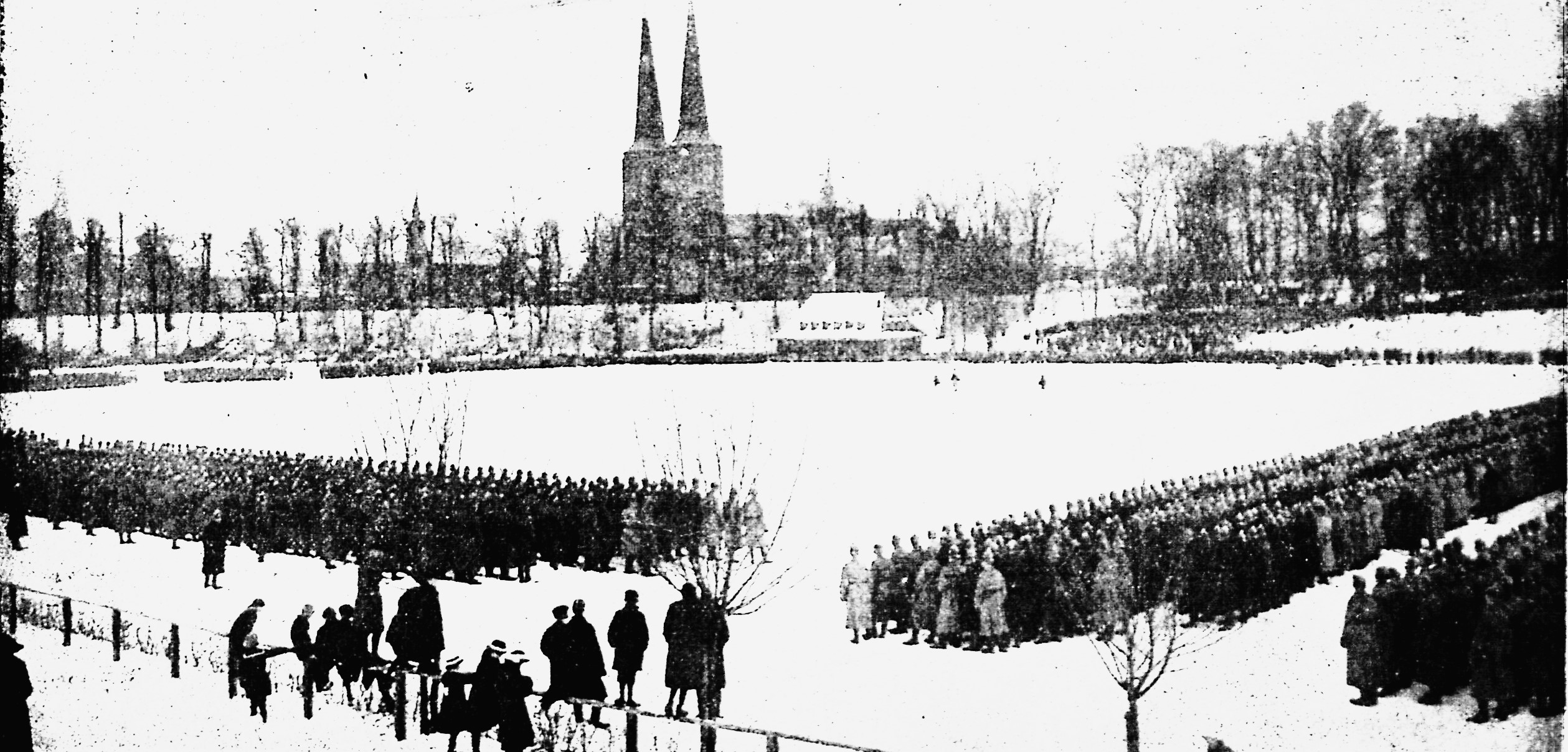
Paradeaufstellung der Lübecker Truppen am Kaisergeburtstag 1917
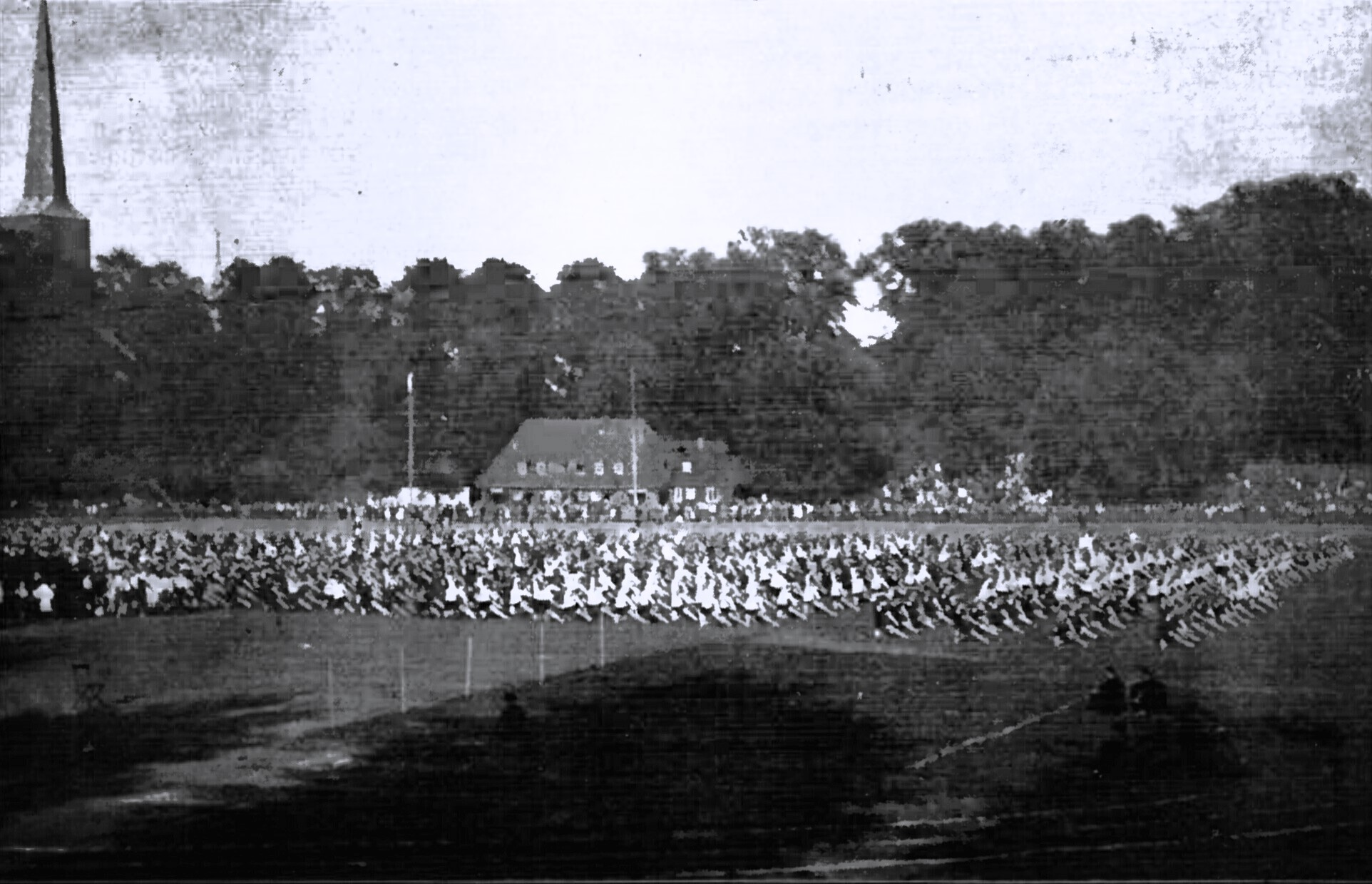
Freiübungen der Mädchenschulen
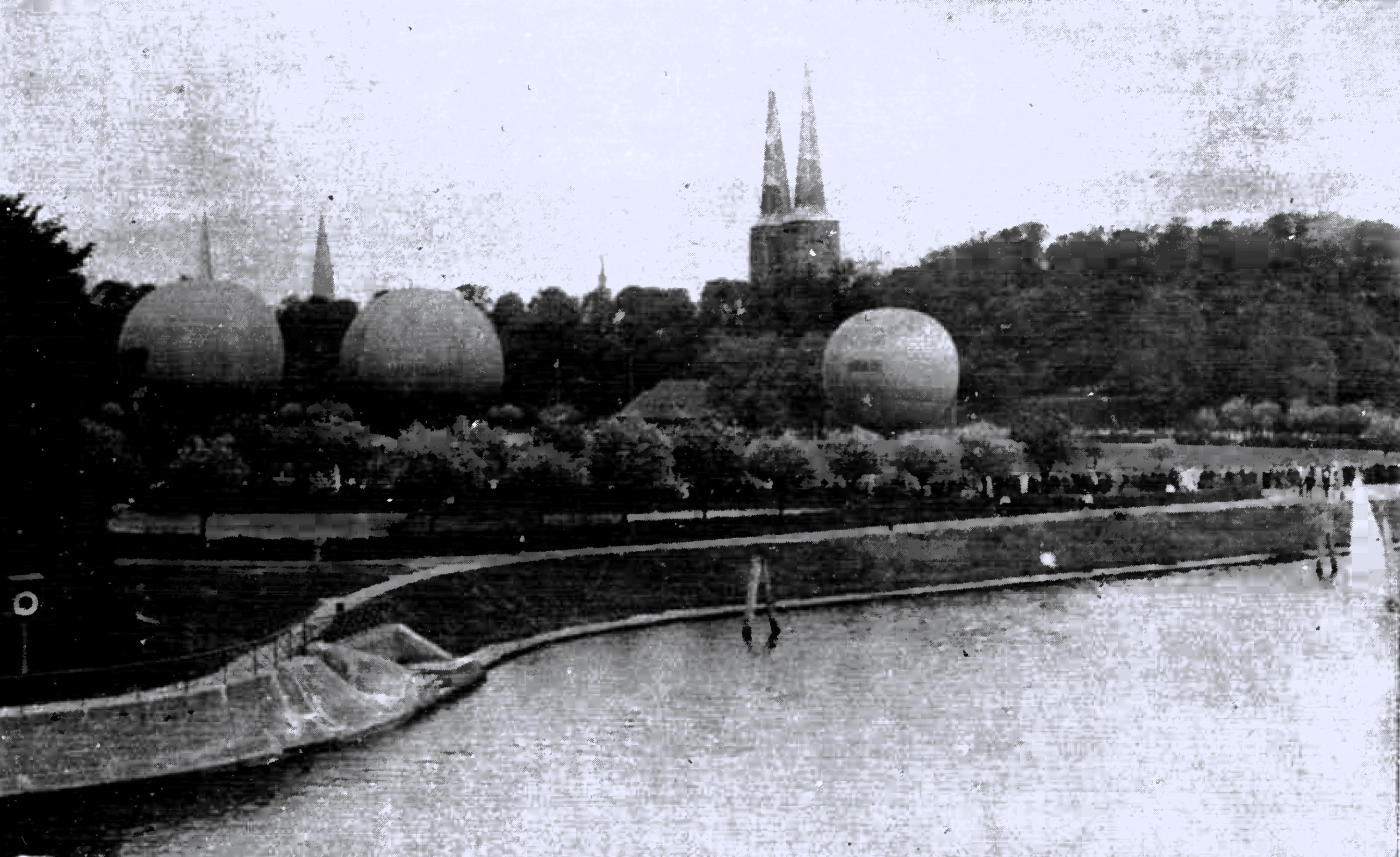
Der Füllplatz der Ballons „Hamburg“, „Bremen“ und „Lübeck“ auf dem Sportplatz. Im Hintergrunde, hinter den Wällen, die Stadt Lübeck.
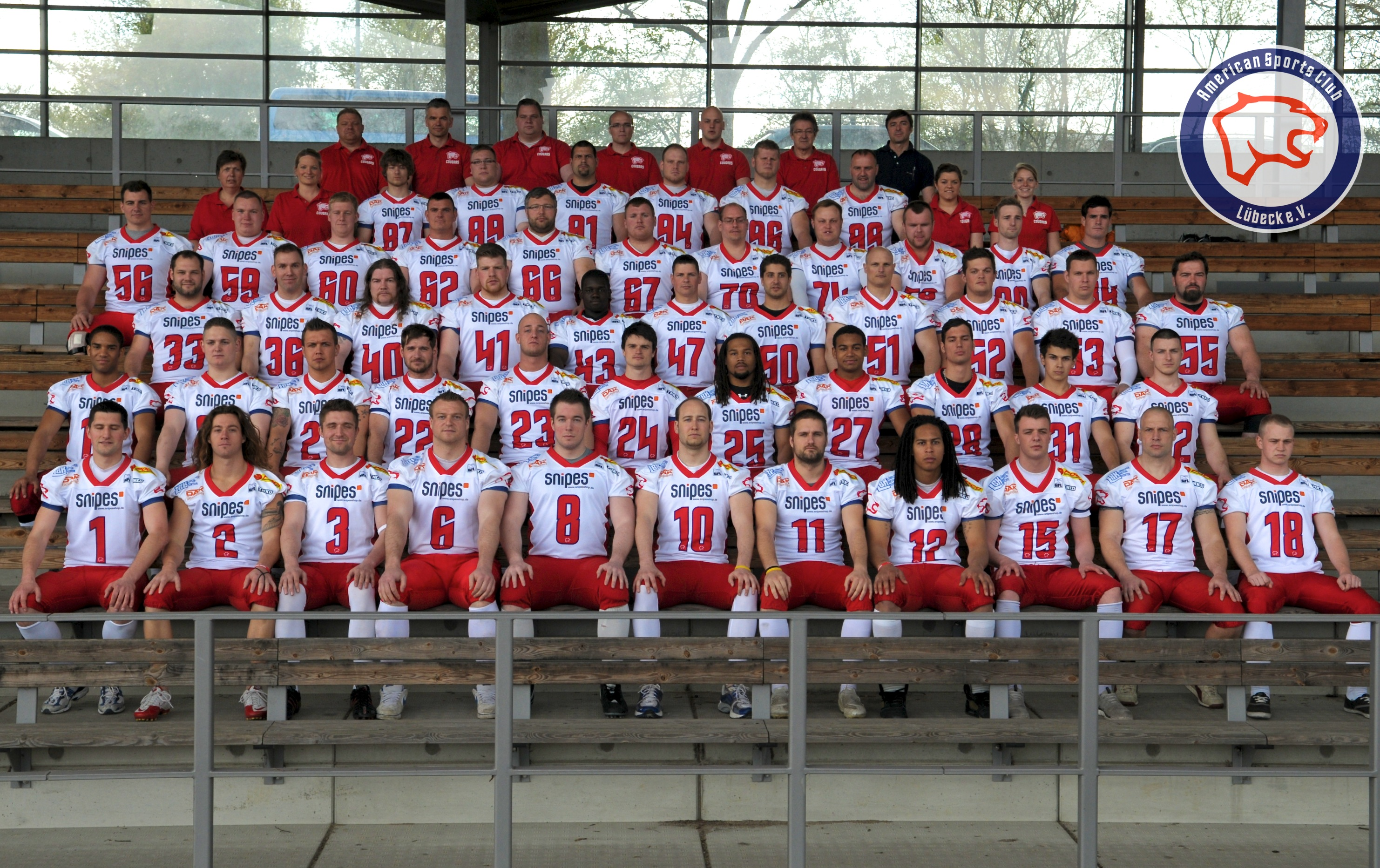
Mannschaftsfoto der Lübeck Cougars 2012 auf der Buniamshof-Tribüne